# Carole & Tuesday
Carole & Tuesday (jap. キャロル&チューズデイ Kyaroru & Chūzudei) – 24-odcinkowa seria anime wyreżyserowana przez Shin’ichirō Watanabe. Serial został wyprodukowany przez studio Bones z okazji 20-lecia studia oraz 10-lecia wytwórni płytowej FlyingDog. Był emitowany od kwietnia do października 2019 w bloku programowym +Ultra stacji Fuji TV.

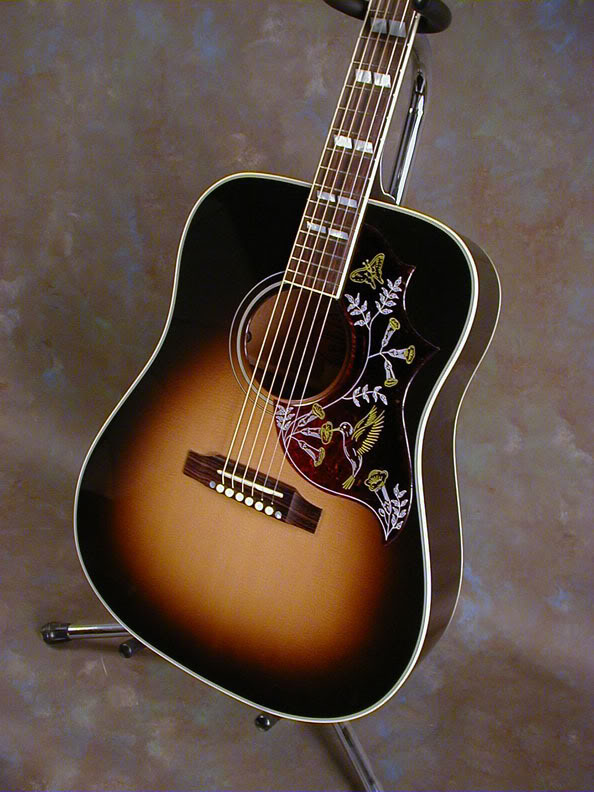
Gitara Gibson Hummingbird używana przez Tuesday

Na podstawie anime powstała manga, która była wydawana na łamach magazynu „Young Ace” od maja 2019 do lipca 2020. W Polsce została ona wydana przez Studio JG.

## Fabuła
Akcja rozgrywa się w przyszłości na częściowo sterraformowanym Marsie. Tuesday Simmons, córka bogatej polityk, ucieka z domu i udaje się do Alba City, aby spełnić swoje marzenie o zostaniu muzykiem, mając do dyspozycji jedynie walizkę i gitarę akustyczną Gibson. Pierwszego dnia w mieście spotyka Carole Stanley, osieroconą uchodźczynię z Ziemi, która gra na keyboardzie i również pragnie rozpocząć karierę muzyczną. Obie postanawiają połączyć siły i tworzą duet o nazwie Carole & Tuesday.

## Bohaterowie

### Główni
- Carole Stanley (jap. キャロル Kyaroru)

Seiyū: Miyuri Shimabukuro (głos), Nai Br.XX (wokal) 
Osierocona 17-letnia dziewczyna, która występuje na ulicy pomiędzy dorywczymi pracami, z których nagminnie jest zwalniana. Gra na keyboardzie.
- Tuesday Simmons (jap. チューズデイ Chūzudei)

Seiyū: Kana Ichinose (głos), Celeina Ann (wokal) 
Bogata 17-letnia dziewczyna, która ucieka z domu i spotyka Carole. Gra na gitarze akustycznej.
- Gus Goldman (jap. ガス Gasu)

Seiyū: Akio Ōtsuka 
Były perkusista rockowy i samozwańczy były menadżer wielkiego formatu, który odkrywa Carole & Tuesday i postanawia pomóc im w zdobyciu sławy.
- Roddy (jap. ロディ Rodi)

Seiyū: Miyu Irino 
Chłopak zaznajomiony z Gusem, który po raz pierwszy odkrył Carole & Tuesday podczas ich pierwszego wspólnego występu na żywo. Pracuje jako dźwiękowiec dla Erteguna.
- Angela Carpenter (jap. アンジェラ Anjera)

Seiyū: Sumire Uesaka (głos), Alisa (wokal) 
Znana modelka, która pracuje u boku Tao, aby stać się rozpoznawalną piosenkarką.
- Tao (jap. タオ)

Seiyū: Hiroshi Kamiya 
Producent muzyczny wykorzystujący zaawansowaną SI w celu tworzenia wykonawców, których utwory dobrze się sprzedają. Jest chłodnym profesjonalistą i przyznaje, że woli towarzystwo SI od ludzi.
- Dahlia Carpenter (jap. ダリア Daria)

Seiyū: Ken’yū Horiuchi 
Matka i agentka Angeli.

### Artyści
- Johnny Ertegun (jap. アーティガン Ātigan)

Seiyū: Mamoru Miyano 
Popularny DJ o nadętym usposobieniu. Podczas półfinałów Mars’ Brightest pojawia się jako gościnny juror.
- Crystal (jap. クリスタル Kurisutaru)

Seiyū: Maaya Sakamoto (głos), Lauren Dyson (wokal) 
Popularna piosenkarka.
- Skip Collins (jap. スキップ Sukippu)

Seiyū: Hiroki Yasumoto (głos), Thundercat (wokal) 
Popularny piosenkarz.
- Joshua (jap. ヨシュア Yoshua)

Seiyū: Yūki Kaji 
Wokalista zespołu Omega.
- Desmond (jap. デズモンド Dezumondo)

Seiyū: Kōichi Yamadera (głos), Marker Starling (wokal) 
Bardzo szanowany, samotniczy artysta, który dzięki wpływowi marsjańskiego środowiska wykazuje cechy obu płci.
- Flora (jap. フローラ Furōra)

Seiyū: Megumi Hayashibara (głos), Jessica Karpov (wokal) 
Stara przyjaciółka Gusa i emerytowana piosenkarka, której Carole jest wieloletnią wielbicielką. Pomimo sukcesów w przeszłości, Flora ma historię depresji i nadużywania różnych substancji.
- Ezekiel (jap. エゼキエル Ezekieru)

Seiyū: Subaru Kimura (głos), Denzel Curry (wokal) 
Raper, który wyemigrował z Ziemi. Naprawdę nazywa się Amer Souleyman i jest przyjacielem Carole z dzieciństwa.

### Mars’ Brightest

#### Jurorzy
- Catherine (jap. カトリーヌ Katorīnu)

Seiyū: Seiko Tamura 
Główna jurorka Mars’ Brightest.
- Benito (jap. ベニート Benīto)

Seiyū: Kōji Ochiai 
Jeden z jurorów Mars’ Brightest.
- Shakti (jap. シャクティ Shakuti)

Seiyū: Hiroyuki Yoshino 
Sztuczna inteligencja służąca jako juror Mars’ Brightest pod postacią psa-robota.

#### Uczestnicy
- Cybelle (jap. シベール Shibēru)

Seiyū: Ayane Sakura (głos), Maika Loubté (wokal) 
Śpiewająca po francusku uczestniczka Mars’ Brightest, która ma niebezpieczną obsesję na punkcie Tuesday.
- Pyotr (jap. ピョートル Pyōtoru)

Seiyū: Shōta Aoi (głos), J R Price (wokal) 
Popularna osobistość internetowa, która bierze udział w programie Mars’ Brightest.
- Mermaid Sisters (jap. マーメイド・シスターズ Māmeido Shisutāzu)

Seiyū: Hiroyuki Yoshino (głos), Yuri Kuriyama (wokal) 
Grupa drag queen wykonująca muzykę a capella, która zostaje wyeliminowana z ćwierćfinałów ze względu na swoje dosadne teksty.
- Fire Brothers (jap. ファイヤー兄弟 Faiyā Kyōdai)

Seiyū: Shōzō Iizuka (głos), Singman (wokal) 
Para starszych braci, którzy wykonują muzykę thrash metalową.
- OG Bulldog (jap. OGブルドッグ OG Burudoggu)

Seiyū: Hiroshi Shirokuma (głos), Kazuma Kudo (wokal) 
Z pozoru szorstki uczestnik, który miesza rap z operą.
- GGK

Seiyū: Misaki Kuno (głos), Madison McFerrin (wokal) 
Zawodnik, który twierdzi, że jest naczyniem, przez które śpiewa wszechświat.

### Inni
- Valerie Simmons (jap. ヴァレリー Varerī)

Seiyū: Tomoko Miyadera 
Matka Tuesday, gubernatorka prowincji Hershall i kandydatka na prezydenta Marsa.
- Spencer Simmons (jap. スペンサー Supensā)

Seiyū: Takahiro Sakurai 
Starszy brat Tuesday.
- Katy Kimura (jap. ケイティ・キムラ Keiti Kimura)

Seiyū: Nao Tōyama 
Menadżer i największy fan Angeli.
- IDEA (jap. イデア Idea)

Seiyū: Uki Satake 
Samozwańczy super robot SI zamówiony przez Roddy’ego w celu pomocy Carole i Tuesday przy produkcji ich pierwszego teledysku. Później okazuje się, że jest to oszust, który chce tylko pić i obijać się w domach innych ludzi.
- Kyle (jap. カイル Kairu)

Seiyū: Junichi Suwabe 
Dziennikarz relacjonujący wybory prezydenckie na Marsie.
- Tobe (jap. トビー Tobī)

Seiyū: Hiroshi Iwasaki 
Legendarny producent muzyczny współpracujący z Carole i Tuesday.
- Black Knight (jap. ブラックナイト Burakku Naito)

Seiyū: Akira Ishida 
Stalker, który ma niebezpieczną obsesję na punkcie Angeli i śledzi jej życie osobiste.

## Anime

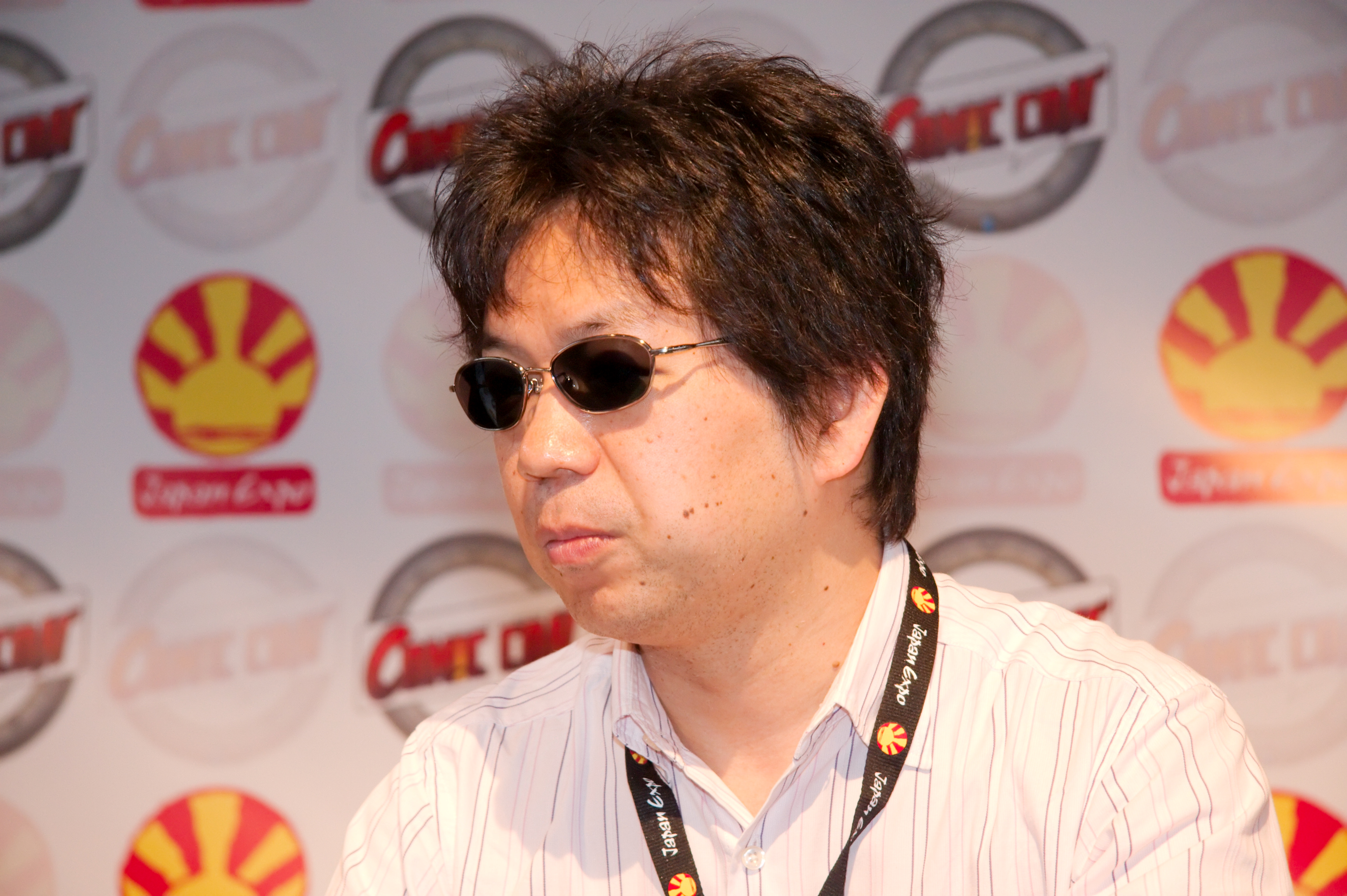
Shin’ichirō Watanabe, reżyser nadzorujący serial

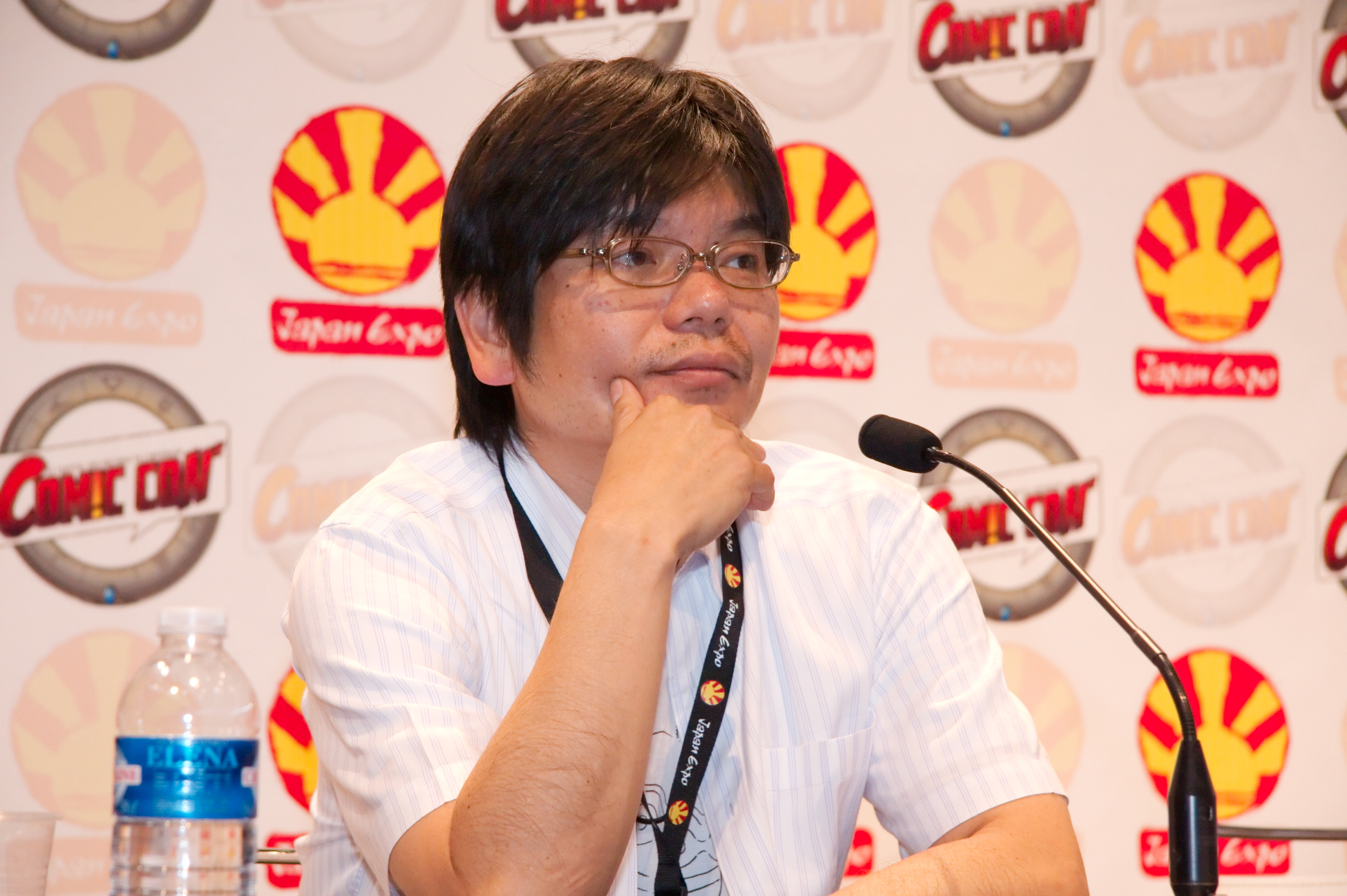
Producent Masahiko Minami

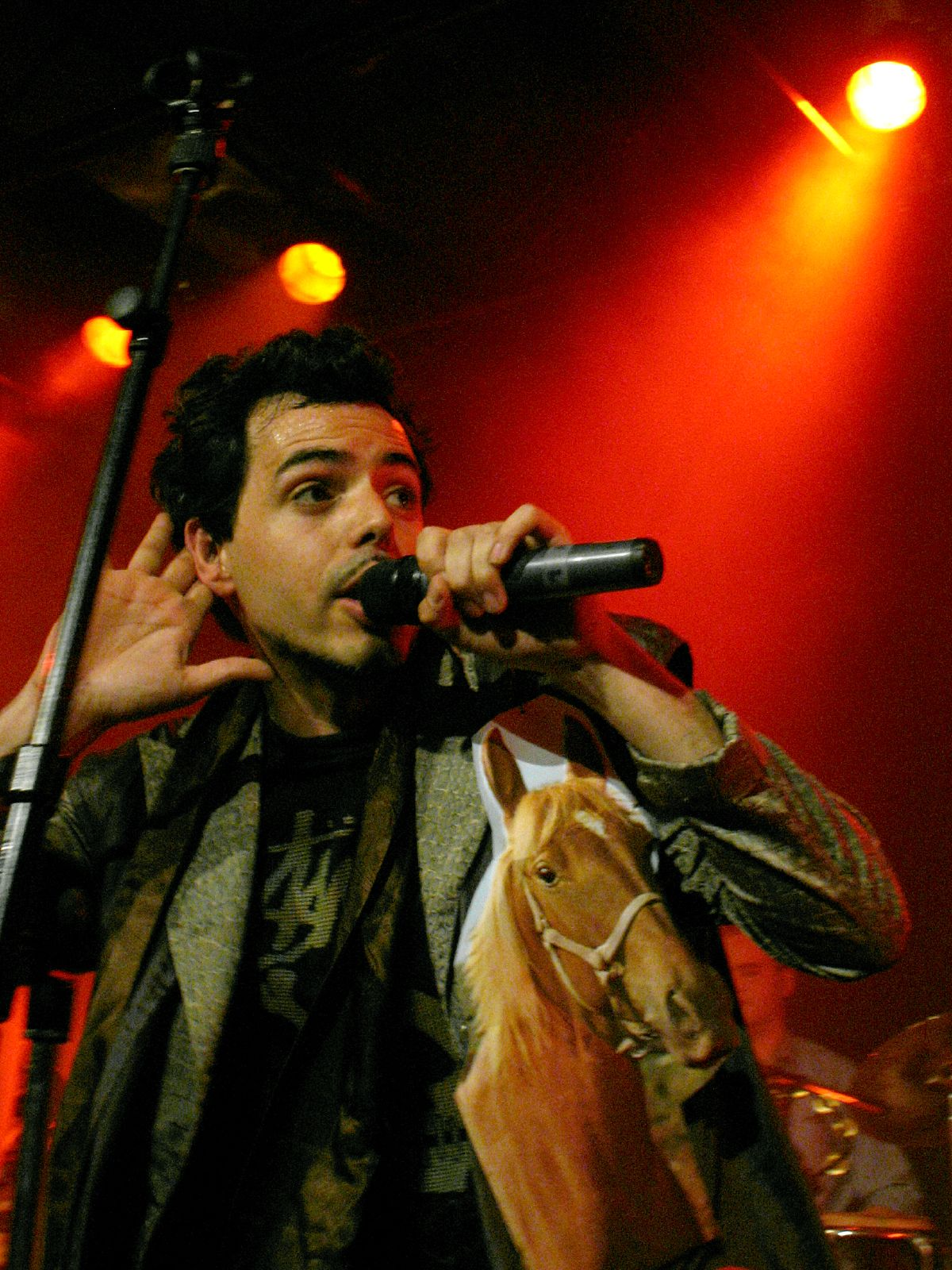
Producent muzyczny Mocky

24-odcinkowy telewizyjny serial anime został wyprodukowany przez studio Bones i wyreżyserowany przez Motonobu Hori wraz z Shin’ichirō Watanabe. Postacie zostały zaprojektowane przez Eisaku Kubonouchiego, do animacji dostosował je zaś Tsunenori Saito. Muzykę do serialu skomponował Mocky. Anime było emitowane od 11 kwietnia do 3 października 2019 w bloku programowym +Ultra stacji Fuji TV, a także transmitowane na platformie Netflix. Seria powstała z okazji 20-lecia studia Bones oraz 10-lecia wytwórni płytowej FlyingDog. Specjalna audycja, Carole & Tuesday Golden Week Special, została wyemitowana 1 maja 2019 podczas Line Live. Zawierała ona dokument o kulisach powstawania serialu, sesje nagraniowe z piosenkarzami oraz teledysk do motywu otwierającego „Kiss Me”. Prawa do dystrybucji na świecie posiada Netflix. Pierwsza połowa serii została wydana na tej platformie 30 sierpnia 2019, natomiast druga 24 grudnia tego samego roku.
Od 28 czerwca do 16 października 2019 na oficjalnym kanale YouTube serialu, transmitowana była 8-odcinkowa seria ONA zatytułowana Car & Tue. Odcinki skupiają się na „lekkim, komicznym dialogu” między postaciami z serii.

### Ścieżka dźwiękowa
| Odcinki        | Tytuł         | Wykonawcy               | Źródło   |
| Czołówka       | Czołówka      | Czołówka                | Czołówka |
| -------------- | ------------- | ----------------------- | -------- |
| 1–12           | „Kiss Me”     | Nai Br.XX i Celeina Ann | [ 20 ]   |
| 13–24          | „Polly Jean”  | Nai Br.XX i Celeina Ann | [ 21 ]   |
| Napisy końcowe |               |                         |          |
| 1–12           | „Hold Me Now” | Nai Br.XX i Celeina Ann | [ 20 ]   |
| 13–21          | „Not Afraid”  | Alisa                   | [ 21 ]   |
| 22             | „Endless”     | Alisa                   | [ 2 ]    |
| 23             | „The Tower”   | Alisa                   | [ 2 ]    |
| 24             | „Mother”      | Voices from Mars        | [ 2 ]    |

W serialu zostały również wykorzystane utwory wykonane przez innych muzyków, w tym:

- Alison Wonderland (Alexandra Sholler)[16]
- D.A.N.[16]
- Cero[16]
- Flying Lotus (Steven Ellison)[22]
- Mark Redito[16]
- Madison McFerrin[16]
- Taku Takahashi[22]
- Taro Umebayashi[16]
- Taylor McFerrin[16]
- Thundercat (Stephen Lee Bruner)[22]

Pierwszy album ze ścieżką dźwiękową, obejmujący pierwsze 12 odcinków i składający się z 20 utworów, został wydany 31 lipca 2019. Album składa się z piosenek napisanych dla bohaterów serialu przez współtworzących go muzyków.

### Lista odcinków
| №  | Tytuł                          | Reżyseria                                       | Scenariusz           | Premiera            |
| -- | ------------------------------ | ----------------------------------------------- | -------------------- | ------------------- |
| 1  | True Colors                    | Motonobu Hori                                   | Deko Akao            | 11 kwietnia 2019    |
| 2  | Born to Run                    | Shohei Miyake                                   | Deko Akao            | 18 kwietnia 2019    |
| 3  | Fire and Rain                  | Satoshi Takato                                  | Yasuhiro Nakanishi   | 25 kwietnia 2019    |
| 4  | Video Killed the Radio Star    | Tsuyoshi Tobita                                 | Kimiko Ueno          | 2 maja 2019         |
| 5  | Every Breath You Take          | Noriyuki Nomata                                 | Deko Akao            | 9 maja 2019         |
| 6  | Life Is a Carnival             | Shohei Miyake                                   | Yuichi Nomura        | 16 maja 2019        |
| 7  | Show Me the Way                | Satoshi Takato                                  | Kimiko Ueno          | 23 maja 2019        |
| 8  | All the Young Dudes            | Tsuyoshi Tobita                                 | Yasuhiro Nakanishi   | 30 maja 2019        |
| 9  | Dancing Queen                  | Tomomi Kamiya                                   | Deko Akao            | 6 czerwca 2019      |
| 10 | River Deep, Mountain High      | Tsuyoshi Tobita                                 | Yuichi Nomura        | 13 czerwca 2019     |
| 11 | With or Without You            | Noriyuki Nomata                                 | Kimiko Ueno          | 20 czerwca 2019     |
| 12 | We’ve Only Just Begun          | Shohei Miyake                                   | Shin’ichirō Watanabe | 27 czerwca 2019     |
| 13 | Walk This Way                  | Satoshi Takato, Ryota Miyazawa, Noriyuki Nomata | Yasuhiro Nakanishi   | 11 lipca 2019       |
| 14 | The Kids Are Alright           | Naoki Murata                                    | Deko Akao            | 18 lipca 2019       |
| 15 | God Only Knows                 | Tsuyoshi Tobita                                 | Keiko Nobumoto       | 1 sierpnia 2019     |
| 16 | A Natural Woman                | Midori Yui                                      | Yuichi Nomura        | 8 sierpnia 2019     |
| 17 | Head Over Heels                | Noriyuki Nomata                                 | Kimiko Ueno          | 15 sierpnia 2019    |
| 18 | Only Love Can Break Your Heart | Satoshi Takato                                  | Yasuhiro Nakanishi   | 22 sierpnia 2019    |
| 19 | People Get Ready               | Ryohei Takeshita, Motonobu Hori                 | Deko Akao            | 29 sierpnia 2019    |
| 20 | Immigrant Song                 | Danzo Kato                                      | Yuichi Nomura        | 5 września 2019     |
| 21 | It’s Too Late                  | Tsuyoshi Tobita                                 | Kimiko Ueno          | 12 września 2019    |
| 22 | Just Like Heaven               | Shohei Miyake                                   | Yasuhiro Nakanishi   | 19 września 2019    |
| 23 | Don’t Stop Believin’           | Noriyuki Nomata                                 | Deko Akao            | 26 września 2019    |
| 24 | A Change Is Gonna Come         | Motonobu Hori, Satoshi Takato                   | Shin’ichirō Watanabe | 3 października 2019 |

## Manga
Adaptacja w formie mangi, zilustrowana przez Morito Yamatakę, ukazywała się na łamach magazynu „Young Ace” wydawnictwa Kadokawa Shoten od 2 maja 2019 do lipca 2020.
W Polsce manga została wydana przez Studio JG.
| Nr | Język japoński  | Język japoński         | Język polski     | Język polski           |
| Nr | Data wydania    | ISBN                   | Data wydania     | ISBN                   |
| -- | --------------- | ---------------------- | ---------------- | ---------------------- |
| 1  | 4 września 2019 | ISBN 978-4-04-108700-8 | 6 maja 2021      | ISBN 978-83-8001-726-9 |
| 2  | 4 lutego 2020   | ISBN 978-4-04-108701-5 | 10 lipca 2021    | ISBN 978-83-8001-764-1 |
| 3  | 4 września 2020 | ISBN 978-4-04-109925-4 | 10 września 2021 | ISBN 978-83-8001-805-1 |